# Aotus hershkovitzi
L'aoto di Hershkovitz (Aotus hershkonitzi Ramirez & Cerquera, 1983) è un primate platirrino della famiglia degli Aotidi.
Rispetto alle specie congeneri presenta cariotipo caratteristico 2n = 58. 

## Distribuzione
Vive nelle foreste rade delle Ande colombiane.

## Descrizione

### Dimensioni
Pesa all'incirca 1 kg, per una lunghezza di una settantina di cm, di cui i due terzi spettano alla coda.

### Aspetto
In relazione all'habitat montano in cui la specie vive, il pelo è folto e lanoso, di colore bruno-dorato con riflessi verdastri nella parte superiore del corpo e giallo-rossiccio in quella inferiore. La faccia è biancastra, con cerchi neri attorno agli occhi ed una banda nera che percorre il muso.

Gli occhi sono molto grandi e di colore bruno-rossiccio: mancano di tapetum lucidum. La coda è lunghissima e contraddistinta da un'aguzza carena nella sua parte inferiore.

## Biologia
Come tutte le specie congeneri, si tratta di animali esclusivamente notturni: in tal modo, evitano la competizione diretta con specie dai costumi diurni ma dalle abitudini simili.

Ha abitudini arboricole: si muove a quattro zampe camminando con sicurezza fra i rami, ma all'occorrenza è capace di spiccare anche salti di ramo in ramo. Tende ad avere picchi di attività quando la luna è particolarmente luminosa: si orienta infatti soprattutto con la vista.

Vive in coppie od in piccoli gruppi familiari, che si mantengono in contatto attraverso tutta una serie di vocalizzazioni (fino a 100).

### Alimentazione
Si tratta di una specie dalla dieta prevalentemente frugivora, in particolare preferisce frutti di piccole dimensioni e ben maturi: non disdegna tuttavia nutrirsi di altro materiale vegetale (foglie, germogli) ed insetti di grosse dimensioni.

L'individuazione del cibo avviene principalmente con la vista.

### Riproduzione
Le coppie sono strettamente monogame: questo perché è principalmente il maschio a prendersi cura della prole. La femmina partorisce una volta l'anno: i cuccioli stanno coi genitori fino ai 3 anni e mezzo d'età, dopodiché si allontanano alla ricerca di un compagno ed un territorio da colonizzare.